# Sankt Oswald bei Plankenwarth
Sankt Oswald bei Plankenwarth è un comune austriaco di 1 214 abitanti nel distretto di Graz-Umgebung, in Stiria.